# 科希绍拉
科希绍拉是巴西帕拉伊巴州的一个市镇。总面积119.059平方公里，总人口1770人，人口密度14.9人/平方公里。